# Mała Sucha Dolina

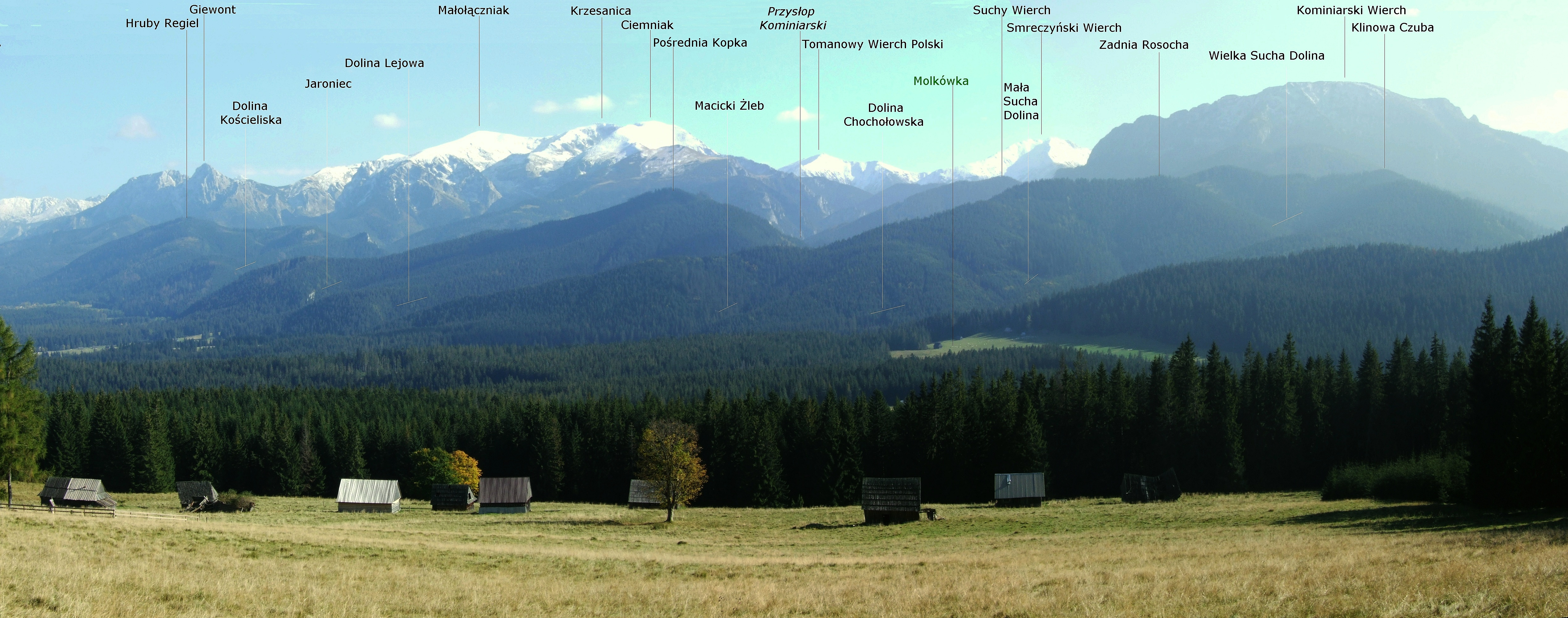
Widok z polany Koszarzyska

Mała Sucha Dolina – niewielka, żlebowata dolinka w polskich Tatrach Zachodnich. Jest orograficznie prawą odnogą Doliny Chochołowskiej. Ma wspólny wylot z Wielką Suchą Doliną. Znajduje się on zaraz powyżej Siwej Polany, na wysokości 935 m n.p.m. Mała Sucha Dolina biegnie w południowym kierunku, równolegle do Wielkiej Suchej Doliny, wcinając się w północno-zachodnie stoki Skrajnej Rosochy. Jest nieco rozgałęziona. Jej dnem spływa niewielki potok.
Mała Sucha Dolina jest całkowicie porośnięta lasem i nie prowadzi nią żaden szlak turystyczny. Przy jej wylocie 27 grudnia 1939 gestapo zamordowało 9 Polaków. Była to jedna z pierwszych egzekucji niemieckich na Podhalu. Upamiętnia to pamiątkowy nagrobek.